# Casa del passeggero
La Casa del passeggero, o CASPAS, è un edificio di Roma, un tempo destinato ad albergo diurno, sito in via del Viminale 3, nel rione Castro Pretorio, tra la stazione Termini e il Teatro dell'Opera, dove sorgevano un tempo le Terme di Diocleziano. Di queste ultime sussiste ancora una delle aule rotonde della recinzione, in continuità con la facciata della Casa del passeggero.

## Storia

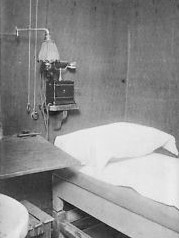
Una cabina di riposo.

Come pubblicato nel Giornale dei lavori pubblici e delle strade ferrate del 1917, il Ministero dei Lavori Pubblici sollecitò la creazione di un albergo diurno al servizio dei viaggiatori della stazione, con l'aspetto originario e di dimensioni ridotte rispetto alla struttura attuale.
La Casa del Passeggero venne costruita negli anni venti del Novecento dall'architetto Oriolo Frezzotti (1888 – 1965) secondo lo stile del barocchetto romano, diventando una delle rare architetture déco della Capitale.
Sin dall'apertura era frequentato anche dagli abitanti dei palazzoni d'epoca umbertina del quartiere Esquilino, allora privi di servizi funzionali e moderni.
Studiato per i viaggiatori provenienti dalla Stazione e l'utenza delle linee tramviarie STEFER per Cinecittà e Capannelle, la Casa del Passeggero era luogo di benessere, per le stanze per riposarsi, il deposito bagagli, il bagno romano, la toilette, i massaggi, il barbiere, il parrucchiere, la manicure, la pedicure, a cui in seguito si aggiunse un'agenzia per certificati, fotocopie, pratiche auto e confezione pacchi.
La struttura non fu risparmiata dagli eventi storici, come le Leggi razziali fasciste e il secondo conflitto mondiale, che ne decretarono la chiusura, in quanto gestita dal suocero di Leone Lattes.

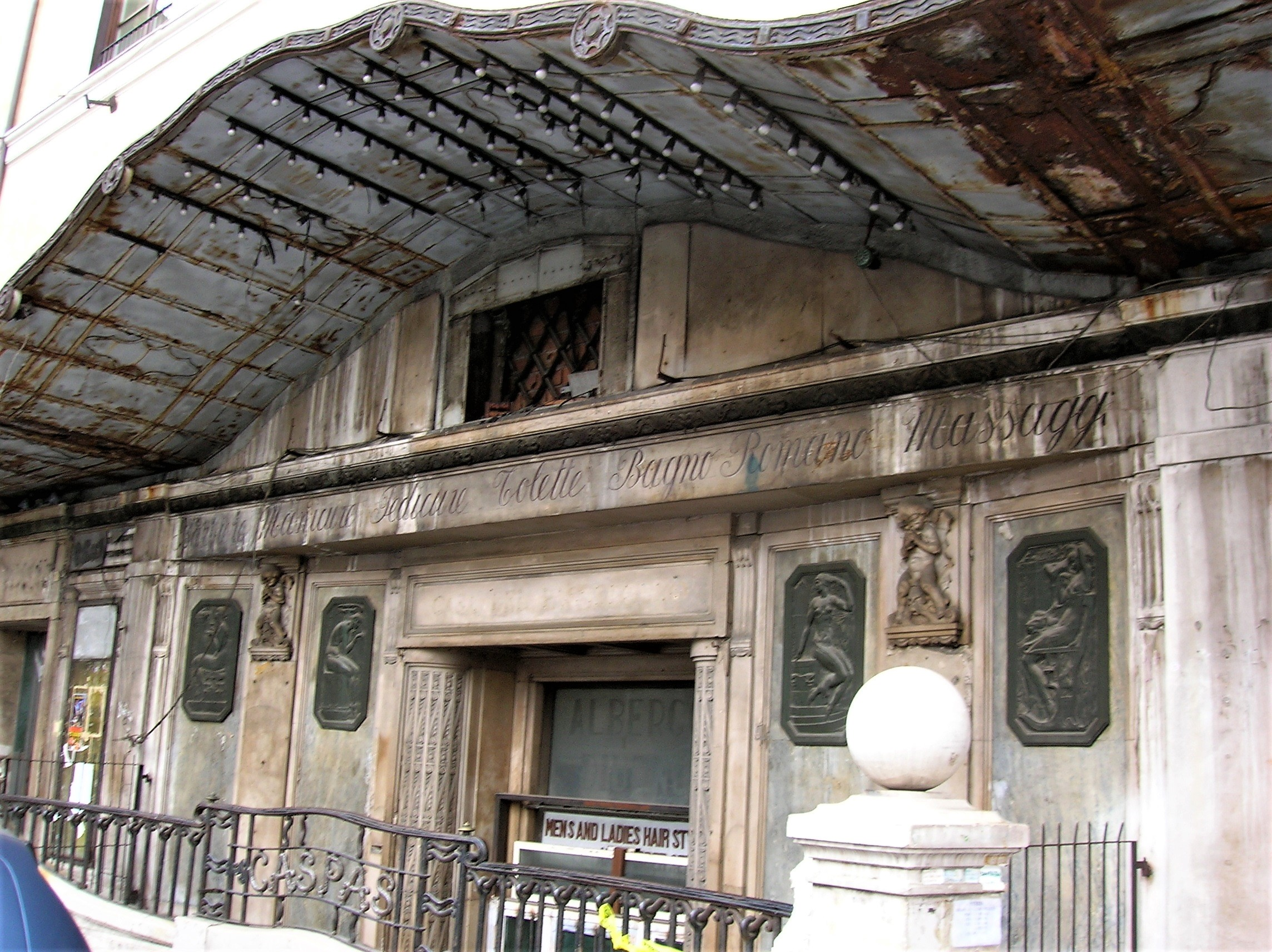
L'ingresso della casa del passeggero nel 2009.

Nel 1955 vi sono state girate alcune scene d'interni de Il segno di Venere di Dino Risi, interpretato da Franca Valeri e Peppino De Filippo, nel film l'edificio è chiamato La casa del pellegrino.
Nel 1967 scoppiò un incendio al terzo piano interrato della vicinissima Stazione Termini, le cui operazioni di spegnimento devastarono anche i sotterranei dell'albergo diurno.
Nel 1987 la Casa del Passeggero era scena del film Intervista di Federico Fellini ma per l'inidoneità della struttura, fu impiegato l'edificio degli uffici del Deposito dei Tram Stefer sulla Via Appia Nuova 450, oramai in disuso con l'entrata in servizio della Metropolitana "A" nel 1980.
Alla fine degli Anni Sessanta del Novecento, la diffusione di nuove strutture alberghiere e il mutare delle esigenze della clientela, portarono a un lento ma inesorabile declino della struttura.
Oramai chiuso, proprietà dell'Istituto Romano San Michele, decenni di incuria e di abbandono, hanno portato una certa attenzione mediatica negli anni 2010, con numerosi appelli per salvare la struttura. Sulla scia di questo ritorno di interesse, Alberto Arbasino ha citato la Casa del Passeggero nel suo racconto Ritratti italiani (Adelphi, 2014) quale luogo di incontro di alcuni milanesi "romanizzati".